# وستین سنت فرانسیس
وستین سنت فرانسیس (انگلیسی: Westin St. Francis) با نام قدیمی هتل سنت فرانسیس، هتلی در خیابان پاول واقع در میدان یونیون سان فرانسیسکو در ایالات متحده آمریکا است. دو بالِ ۱۲ طبقهٔ جنوبی هتل در سال ۱۹۰۴ ساخته شدند و بالِ دوگانهٔ شمالی در سال ۱۹۱۳ تکمیل شد و در ابتدا به عنوان هتل-آپارتمان برای مهمانان دائمی استفاده می‌شد. در وب‌سایت هتل از این بخش از ساختمان به عنوان ساختمان اصلی (شاخص) یاد می‌شود. برج ۳۲ طبقه و ۱۲۰ متری هتل در پشت ساختمان اصلی، که به عنوان ساختمان «برج» شناخته می‌شود، در سال ۱۹۷۲ تکمیل شد و دارای آسانسورهای شیشه ای بیرونی است که منظره‌ای سراسرنما از خلیج و میدان زیرین را ارائه می‌دهد و سنت فرانسیس را در زمرهٔ یکی از بزرگ‌ترین هتل‌های این شهر با بیش از ۱٬۲۵۴ اتاق و سوئیت قرار می‌دهد.